# ロングスナッパー

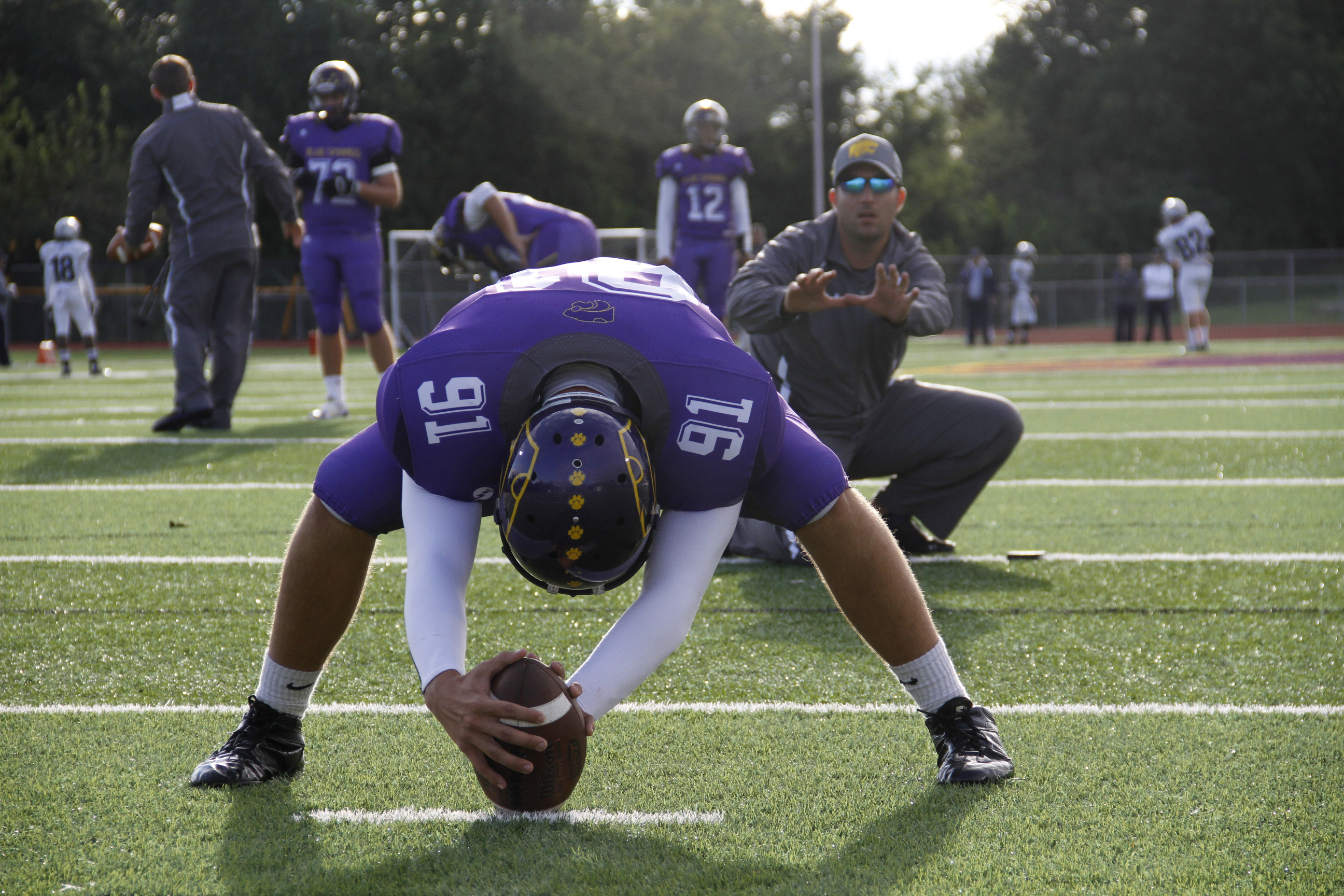
手前の91番がロングスナッパー

ロングスナッパー（Long snapper）は、アメリカンフットボールのスペシャルチームでセンターの位置に入り、パントでは15ヤード、フィールドゴールやエクストラポイントでは7ヤード程の長いスナップを行うポジション。

## 概要
フィールドゴールやエクストラポイントでは通常、ロングスナッパーは7～8ヤード、パントでは15ヤードのスナップをホルダーに対して行う。パントスナップ後、ロングスナッパーはブロッキングアサイメントを行い、スクリメージラインから相手方のエリア（ダウンフィールド）に侵入して、リターンを阻止する役目を負う。
ロングスナッパーは、長い距離のスナップを正確に安定したスパイラルで行う必要があり、フィールドゴールやパントにおいて、キッカーやパンターのリズムを乱すようなスナップをすることはチームのピンチに直結することから、競技レベルが高いリーグにおいては、近年、多くのチームにおいてロングスナップを専門的に行う選手を所属させている。